# Anablepsoides hartii
Anablepsoides hartii es un pez de agua dulce la familia de los rivulines en el orden de los ciprinodontiformes.

## Importancia para el hombre
Se pesca para alimentación en su área de distribución natural, siendo también exportados para el comercio de especies ornamentales para acuario. Es difícil de mantener en cautividad en acuario.

## Morfología
De cuerpo alargado, los machos pueden alcanzar los 10 cm de longitud máxima.

## Distribución geográfica
Se encuentran en ríos que desembocan en la costa del mar Caribe: Venezuela, islas de Trinidad y este de Colombia.

## Hábitat y biología
Viven al pie de las cascadas, en pantanos, arroyos y estanques. Se ha observado que caza insectos sobre la vegetación, saltando fuera del agua; también se ha observado que viaja por tierra y se alimentan de insectos en caso de lluvia.
Es ovíparo. Prefiere aguas entre 22 y 26°C, de comportamiento bentopelágico y no migrador.